# Interferón alfa
El interferón alfa es un grupo de medicamentos que se usan para tratar varios tipos de cáncer e infecciones virales . Entre los tipos de cáncer para los que se utiliza se encuentran el de riñón, el melanoma, el mieloma múltiple, la leucemia, el sarcoma de Kaposi y el linfoma no hodgkiniano. Los tipos de infecciones para las que se usa incluyen la hepatitis B y la hepatitis C. Normalmente, se administra mediante una inyección debajo de la piel.
Los efectos secundarios más frecuentes incluyen fiebre, dolor de cabeza, dolores en las articulaciones, cansancio, pérdida de cabello, depresión, dificultad para respirar y niveles bajos de glóbulos blancos , otros efectos secundarios pueden incluir problemas hepáticos y pancreatitis . Es una citocina que normalmente produce el sistema inmunitario . Hay varios tipos, incluidos el interferón alfa-2a, el interferón alfa-2b y el interferón alfa-n3 . Estos pueden estar pegilados, como el peginterferón alfa-2a y alfa-2b, para prolongar la duración de su efecto.
El interferón alfa se aprobó para uso médico en Estados Unidos en los años 80 para el cáncer y en los 90 para la hepatitis B y C. La versión pegilada estuvo disponible en 2000. El interferón alfa-2a ya no se fabrica. En el Reino Unido, el peginterferón alfa-2a está disponible comercialmente.